# Коломенская
«Коло́менская» — станция Замоскворецкой линии Московского метрополитена. Расположена между станциями «Технопарк» и «Каширская». Находится на границе районов Нагатино-Садовники и Нагатинский Затон Южного административного округа города Москвы.

## История
Станция открыта 11 августа 1969 года в составе участка «Автозаводская» — «Каховская», после ввода в эксплуатацию которого в Московском метрополитене стало 86 станций. Название — по находящемуся вблизи музею-заповеднику «Коломенское» (в проекте станция носила название «Нага́тино»).
С 12 ноября 2022 года по 10 мая 2023 года 5:30 станция была закрыта в связи с реконструкцией тоннеля на участке «Царицыно» — «Кантемировская» (по причине расположения ближайших между «Царицыно» и «Кантемировской» оборотных тупиков у станций «Автозаводская» и «Орехово» перекрытие движения только на перегоне «Царицыно» — «Кантемировская» было невозможно). За время закрытия на станции заменили облицовку колонн и путевых стен и отреставрировали декоративные панно.

## Вестибюли и пересадки
Наземные вестибюли отсутствуют. Выход в город осуществляется через подземные переходы на проспект Андропова и Нагатинскую улицу, а также к ТРЦ «Орбита». На станции два выхода в город.

## Техническая характеристика
Конструкция станции — колонная трёхпролётная мелкого заложения (глубина заложения — 9 метров). Сооружена по типовому проекту, известному в народе как «сороконожка». На станции два ряда по 38 колонн. Отличительная особенность колонн в том, что они имеют в поперечном сечении форму правильного восьмиугольника. (Обычно на станциях, построенных по этому типовому проекту, колонны в сечении квадратные). Шаг колонн — 4 метра. Расстояние между осями рядов колонн — 5,9 метра. Подавляющая часть перегона «Технопарк» — «Коломенская» — наземная и проходит по Нагатинскому мосту над Москвой-рекой.

## Оформление
Путевые стены отделаны жёлтой керамической плиткой (снизу декорированы серым мрамором), колонны — серым (после реконструкции — белым) мрамором; пол выложен гранитом серого (после реконструкции — чёрного) (по краям) и красного (после реконструкции — серого) (в центре) цветов. Станцию украшают чеканные медные вставки «С чего начинается Родина» (львы, русалка, жар-птица, петухи) работы скульптора Э. М. Ладыгина.

## Происшествия
22 декабря 2016 года в южном выходе станции, в ходе сварочных работ, произошёл взрыв газового баллона, есть пострадавшие, один в тяжёлом состоянии. Момент взрыва попал на видео. Пострадало 8 человек: 4 рабочих и 4 прохожих.

## Станция в цифрах
- Код станции — 028.
- В марте 2002 года пассажиропоток[уточнить] составлял: по входу — 98 000 человек, по выходу — 81 600 человек[7].
- Время открытия станции в 5 часов 30 минут, время закрытия станции для входа пассажиров в 1 час ночи[8].
- Таблица времени прохождения первого поезда через станцию[9]:

| По чётным числам              | Будние дни | Выходные дни |
| По нечётным числам            | Будние дни | Выходные дни |
| В сторону станции «Технопарк» | 05:39:00   | 05:41:00     |
| В сторону станции «Технопарк» | 05:39:00   | 05:41:00     |
| В сторону станции «Каширская» | 05:50:00   | 05:51:00     |
| В сторону станции «Каширская» | 05:50:00   | 05:51:00     |

## Наземный общественный транспорт
На этой станции можно пересесть на следующие маршруты городского пассажирского транспорта:
- Автобусы: м19, е80, с811, с820, 824, с856, 888, 899, с951, н13
- Трамваи: 47, 49

## Галерея

До реконструкции (до 12 ноября 2022 года)
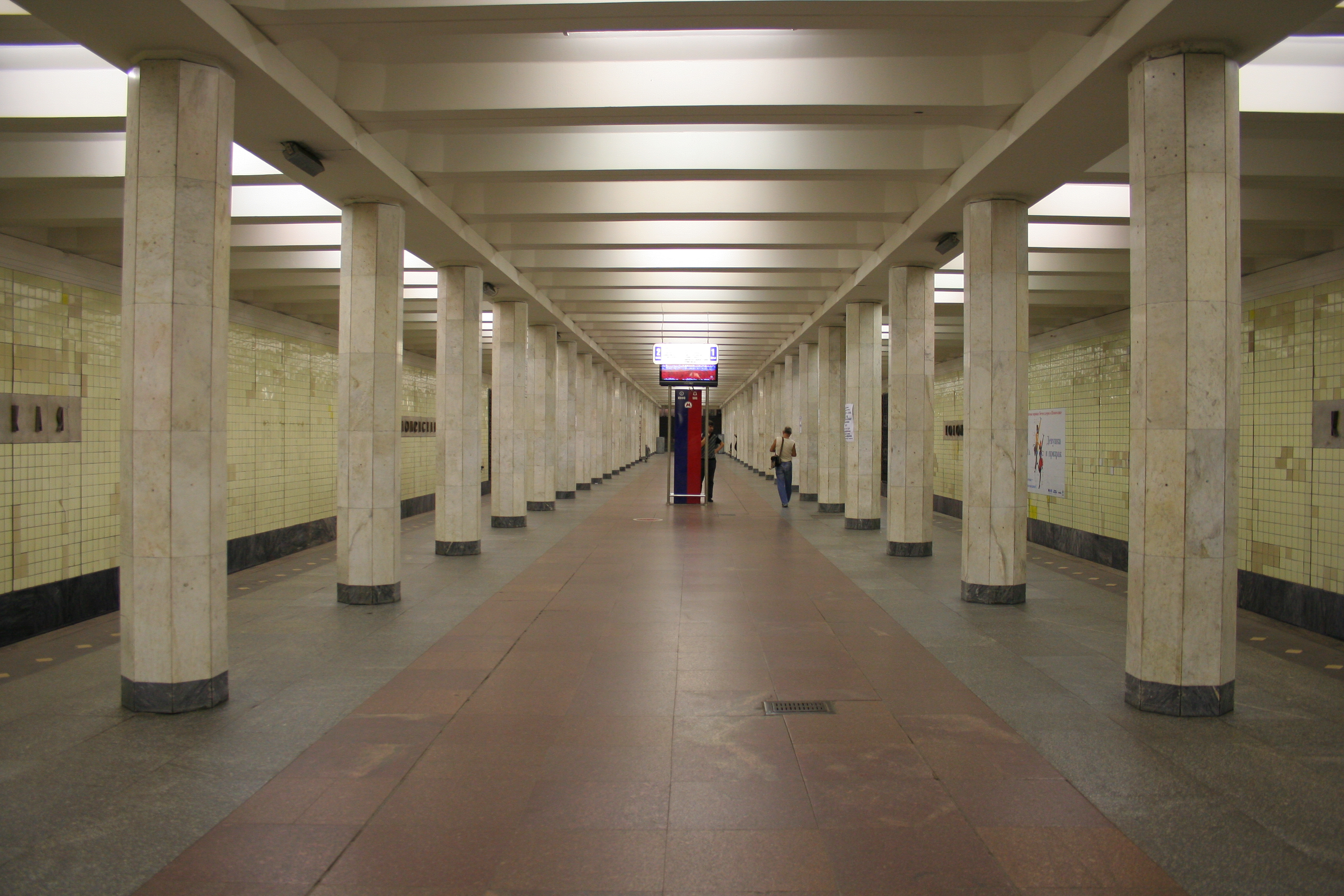
Зал станции. 20 июля 2010 года.
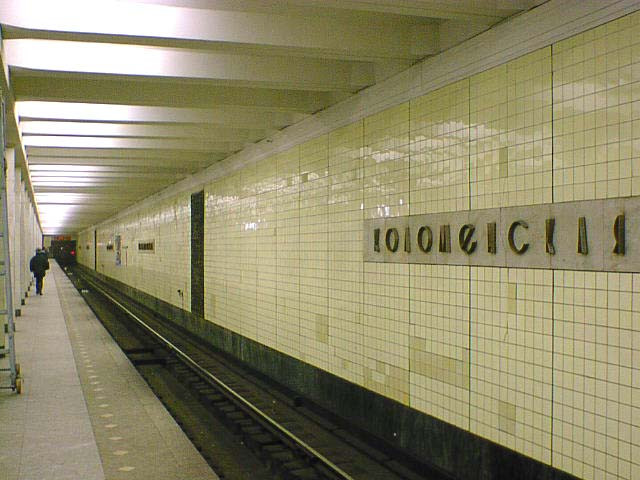
Посадочная платформа. 26 февраля 2000 года.
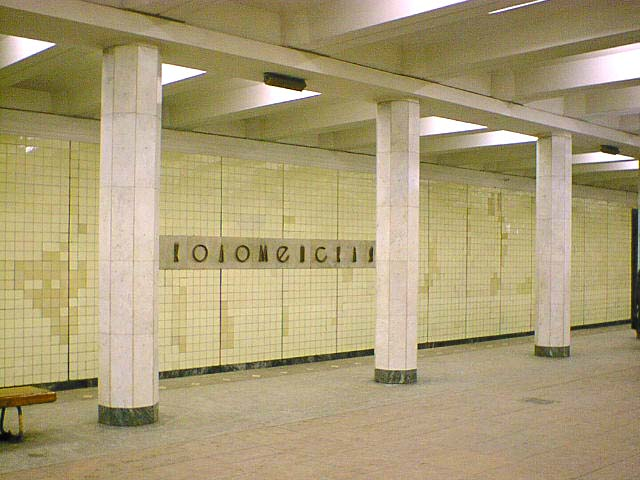
Колонны. 26 февраля 2000 года.
Путевая стена. 26 февраля 2000 года.
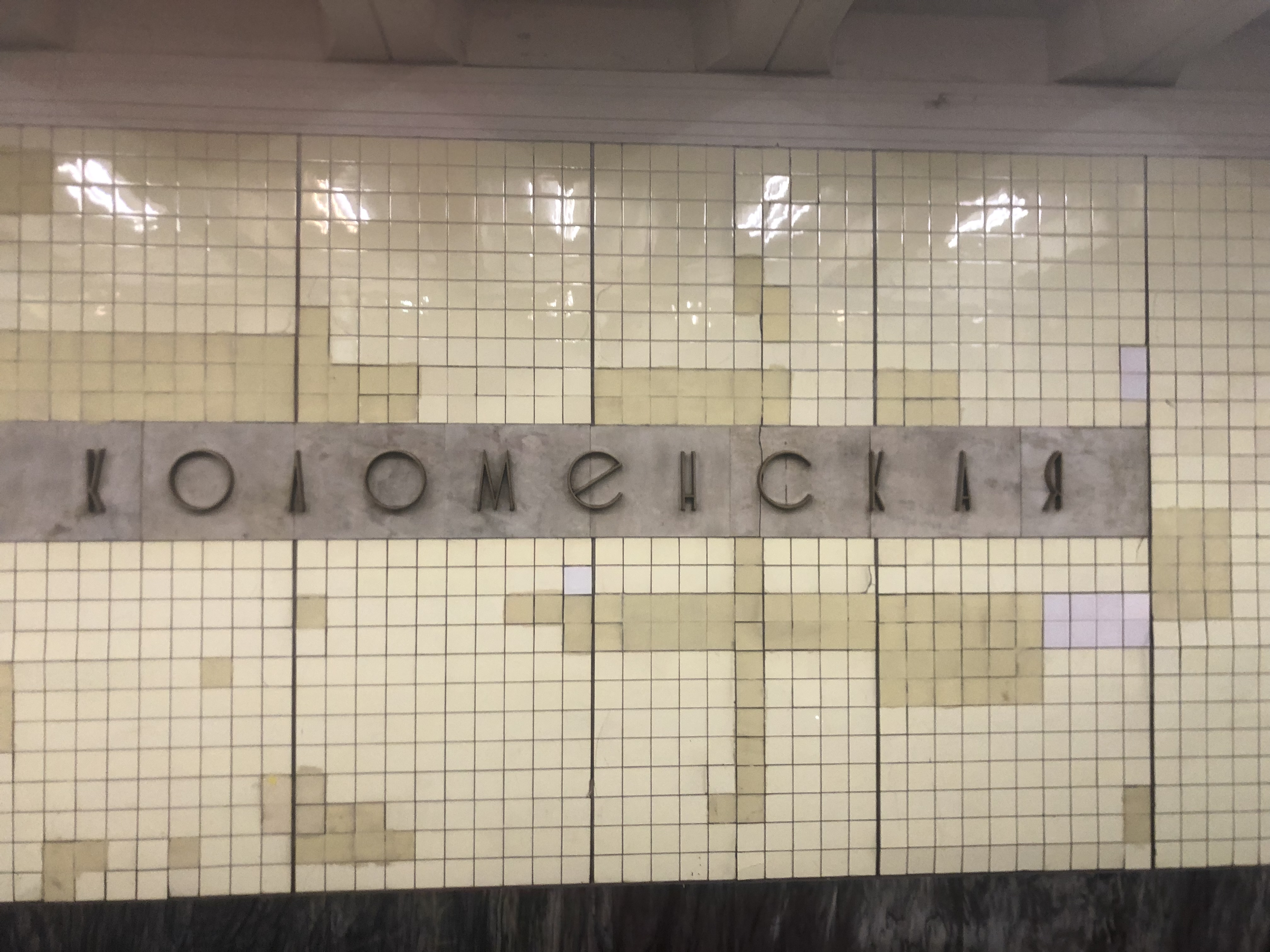
Название на путевой стене

после реконструкции (с 10 мая 2023 года)
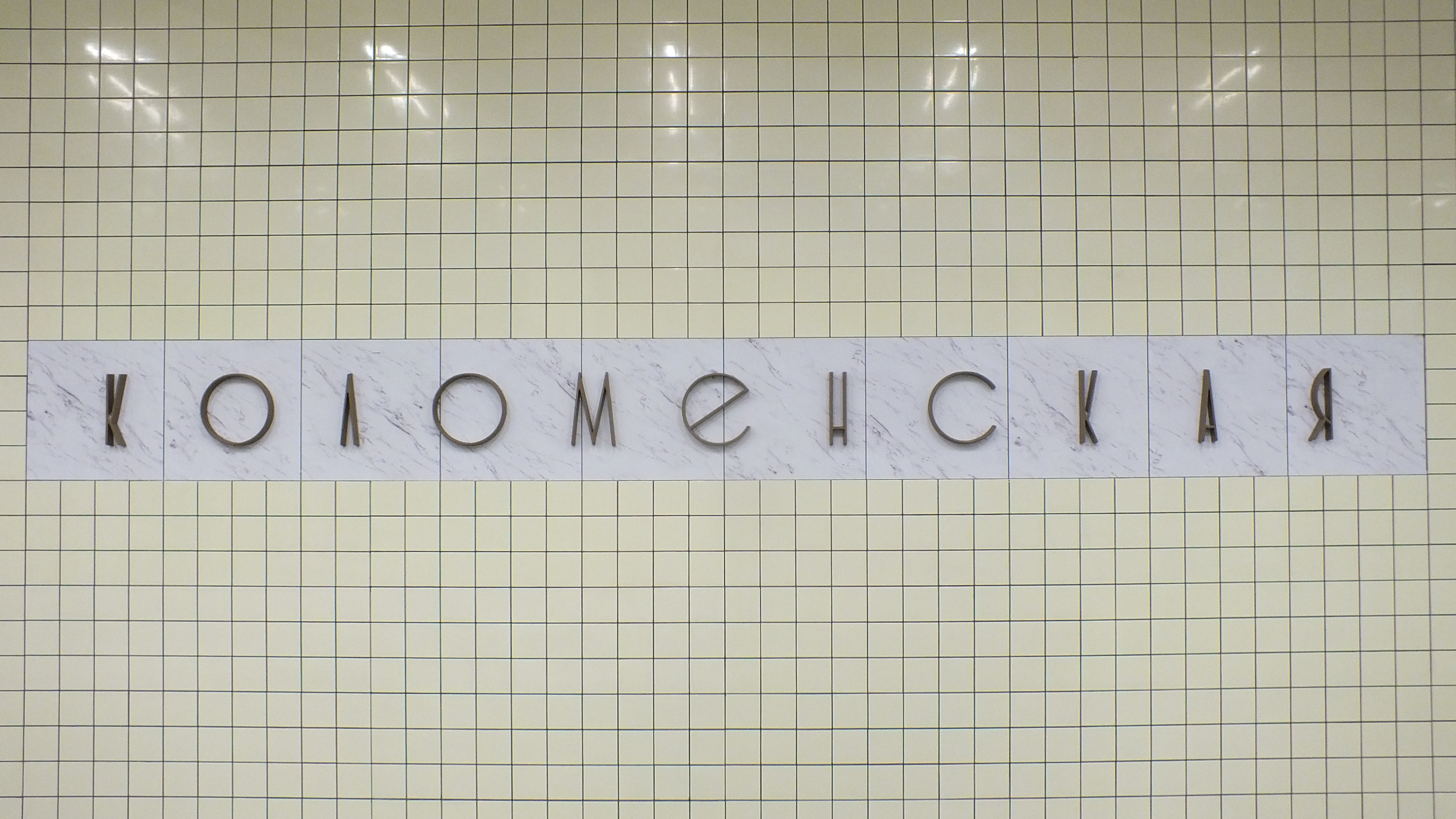
Название на путевой стене. 22 мая 2023 года.